# Sonam Dechen Wangchuck
Sonam Dechen Wangchuck (5 agosto 1981) è una principessa bhutanese.

## Biografia

### Istruzione
La principessa Sonam è nata nel 1981 quale primogenita di Jigme Singye Wangchuck e Dorji Wangmo Wangchuck.
Sonam è un nome bhutanese che denota merito, longevità e buona fortuna.
Ha studiato alla Yangchenphug Higher Secondary School e alla Choate Rosemary Hall. Nel 1999 ottenne un Bachelor of Arts in relazioni internazionali all'Università di Stanford e nel 2007 un Master of Laws con specializzazione in Teoria Costituzionale all'Harvard Law School.
La sua tesi di master era intitolata "Costituzione del Bhutan e transizione alla democrazia". Ha infine conseguito il Post-Graduate Diploma in National Law al Royal Institute of Management del Bhutan.

### Carriera

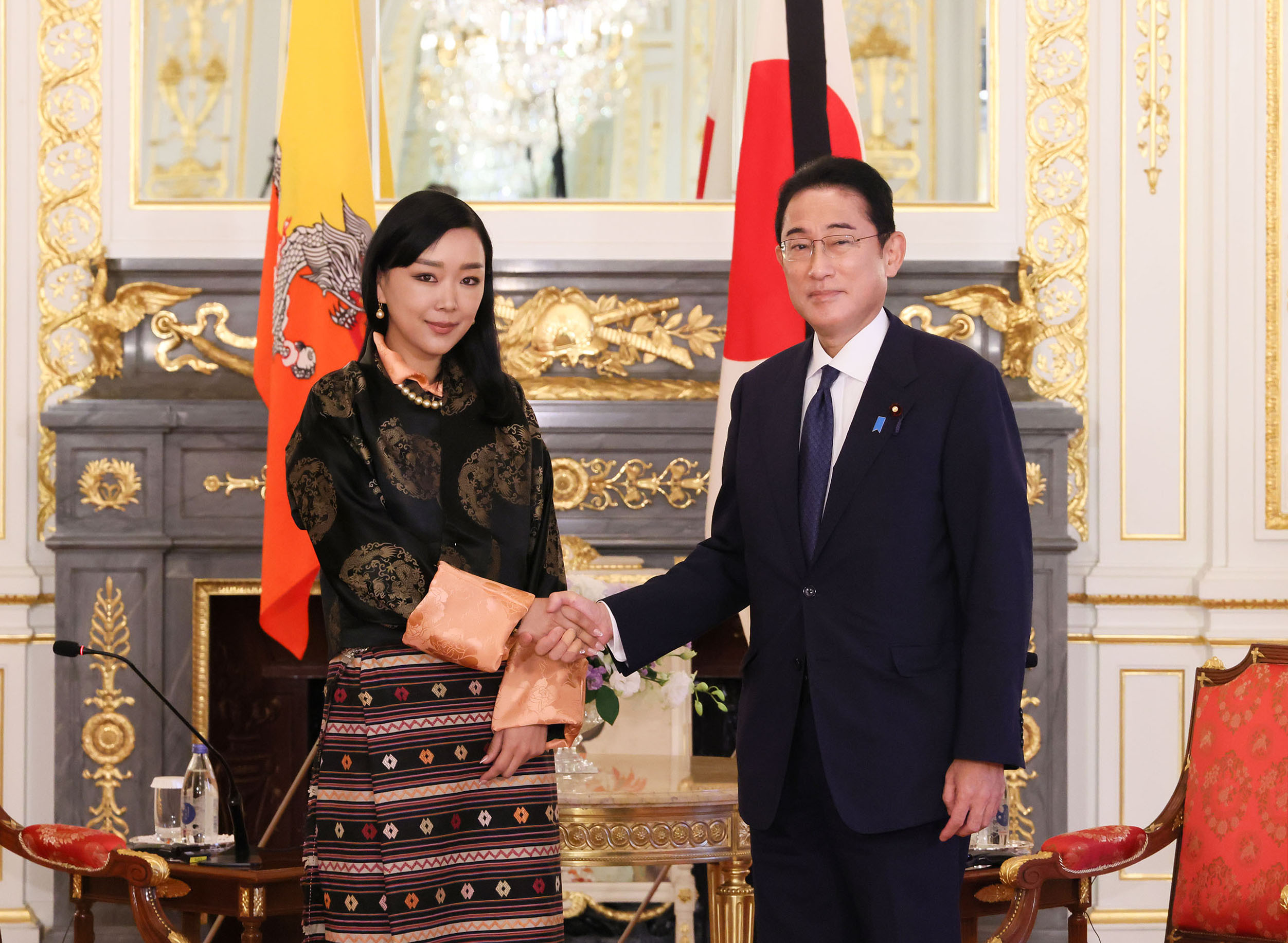
Sonam con Fumio Kishida nel 2022

Entrò nell'Ufficio degli Affari Legali del Bhutan all'età di 18 anni e nella Corte Reale di Giustizia nel 2005, nel ruolo di Cancelliera dell'Alta Corte. Nel 2010 divenne Cancelliera della Corte Suprema del Bhutan e quando compì tredici anni di servizio ricevette una medaglia di bronzo.
Nello stesso anno il re, suo fratellastro, la incaricò di fondare la prima scuola di legge del paese, nata ufficialmente nel 2015 come Jigme Singye Law School. Ne è presidente dal 1⁰ luglio 2017. Nel 2011 pubblicò il libro "Raven Tells a Story" sui valori costituzionali del Bhutan e divenne Presidente Fondatrice del Bhutan National Legal Insitute. Tra i suoi principali obiettivi vi è la rivitalizzazione dei metodi alternativi di risoluzione delle controversie.
Nel 2017 venne eletta presidente del Bar Council of Bhutan. A ottobre dello stesso anno si recò in visita ufficiale in Giappone. Vi tornò nel settembre 2022 per assistere al funerale di Shinzō Abe.

### Matrimonio
Il 5 aprile 2009 ha sposato al Palazzo Mothithang Dasho Phub W. Dorji (1⁰ gennaio 1980), figlio di Dasho Zepon Wangchuck e di Aum Ugyen Dolma.

## Discendenza
La principessa Sonam Dechen Wangchuck e Dasho Phub W. Dorji hanno due figli:
- Dasho Jigje Singye Wangchuck (3 dicembre 2009);
- Dasho Jigme Jigten Wangchuck (23 agosto 2013), riconosciuto come reincarnazione del lotsāva Vairotsana.

## Titoli e trattamento
- 5 agosto 1981 - attuale: Sua Altezza Reale, la principessa Ashi Sonam Dechen Wangchuck

## Ascendenza
|                        |               |                             | Genitori         |  |  | Nonni |  |  | Bisnonni        |  |  | Trisnonni       |  |
|                        |               |                             |                  |  |  |       |  |  | Jigme Wangchuck |  |  | Ugyen Wangchuck |  |
|                        |               |                             |                  |  |  |       |  |  | Jigme Wangchuck |  |  | Ugyen Wangchuck |  |
|                        |               | Tsundue Pema Lhamo          |                  |  |  |       |  |  | Jigme Wangchuck |  |  |                 |  |
| Jigme Dorji Wangchuck  |               |                             |                  |  |  |       |  |  | Jigme Wangchuck |  |  |                 |  |
|                        |               | Phuntsho Choden             | Jamyang          |  |  |       |  |  |                 |  |  |                 |  |
|                        |               | Phuntsho Choden             | Jamyang          |  |  |       |  |  |                 |  |  |                 |  |
|                        |               | Phuntsho Choden             | Decho Dorji      |  |  |       |  |  |                 |  |  |                 |  |
| Jigme Singye Wangchuck |               | Phuntsho Choden             |                  |  |  |       |  |  |                 |  |  |                 |  |
|                        |               | Sonam Topgay Dorji          | Ugyen Dorji      |  |  |       |  |  |                 |  |  |                 |  |
|                        |               | Sonam Topgay Dorji          | Ugyen Dorji      |  |  |       |  |  |                 |  |  |                 |  |
|                        |               | Sonam Topgay Dorji          | ...              |  |  |       |  |  |                 |  |  |                 |  |
| Kesang Choden          |               | Sonam Topgay Dorji          |                  |  |  |       |  |  |                 |  |  |                 |  |
|                        |               | Mayeum Choying Wangmo Dorji | Thutob Namgyal   |  |  |       |  |  |                 |  |  |                 |  |
|                        |               | Mayeum Choying Wangmo Dorji | Thutob Namgyal   |  |  |       |  |  |                 |  |  |                 |  |
|                        |               | Mayeum Choying Wangmo Dorji | Yeshay Dolma     |  |  |       |  |  |                 |  |  |                 |  |
| Sonam Dechen Wangchuck |               | Mayeum Choying Wangmo Dorji |                  |  |  |       |  |  |                 |  |  |                 |  |
|                        | Sangay Tenzin | Kuenga Gyeltshen            |                  |  |  |       |  |  |                 |  |  |                 |  |
|                        | Sangay Tenzin | Kuenga Gyeltshen            |                  |  |  |       |  |  |                 |  |  |                 |  |
|                        | Sangay Tenzin | Ngodrup Pem                 |                  |  |  |       |  |  |                 |  |  |                 |  |
| Ugyen Dorji            | Sangay Tenzin |                             |                  |  |  |       |  |  |                 |  |  |                 |  |
|                        |               | Dorji Om                    | Gyeltshen Dorji  |  |  |       |  |  |                 |  |  |                 |  |
|                        |               | Dorji Om                    | Gyeltshen Dorji  |  |  |       |  |  |                 |  |  |                 |  |
|                        |               | Dorji Om                    | Yangchen Droelma |  |  |       |  |  |                 |  |  |                 |  |
| Dorji Wangmo Wangchuck |               | Dorji Om                    |                  |  |  |       |  |  |                 |  |  |                 |  |
|                        |               | Lopen Duba                  | ...              |  |  |       |  |  |                 |  |  |                 |  |
|                        |               | Lopen Duba                  | ...              |  |  |       |  |  |                 |  |  |                 |  |
|                        |               | Lopen Duba                  | ...              |  |  |       |  |  |                 |  |  |                 |  |
| Thuji Zam              |               | Lopen Duba                  |                  |  |  |       |  |  |                 |  |  |                 |  |
|                        |               | Ugay Dem                    | ...              |  |  |       |  |  |                 |  |  |                 |  |
|                        |               | Ugay Dem                    | ...              |  |  |       |  |  |                 |  |  |                 |  |
|                        |               | Ugay Dem                    | ...              |  |  |       |  |  |                 |  |  |                 |  |
|                        |               | Ugay Dem                    |                  |  |  |       |  |  |                 |  |  |                 |  |